# François Cholat
Pour les articles homonymes, voir Cholat.
François Joseph Eugène Cholat est un homme politique français né le 4 novembre 1806 à La Tour-du-Pin (Isère) et décédé le 13 février 1861 à La Tour-du-Pin.

## Biographie
Entré en 1826 à l'école polytechnique, il est lieutenant d'artillerie en 1832. Capitaine en garnison à Lyon en 1848, il participe activement à la mise en place du gouvernement républicain. Il est député de l'Isère de 1848 à 1851, siégeant à gauche. Il est expulsé après le coup d’État du 2 décembre 1851 et ne rentre en France qu'en 1859, au moment de l'amnistie.

## Sources
- « François Cholat », dans Adolphe Robert et Gaston Cougny, Dictionnaire des parlementaires français, Edgar Bourloton, 1889-1891 [détail de l’édition]